# نیروگاه بادی سن جورجونیو
نیروگاه بادی سن جورجونیو نام یک مزرعه بادی واقع در ریورساید کالیفورنیا در آمریکاست. این نیروگاه در دههٔ ۱۹۸۰ میلادی توسعه یافت.

## کاربری
در ژانویه سال ۲۰۰۸، مزرعه شامل ۳۲۱۸ واحدی است که ۶۱۵ مگاوات را تأمین می‌کرد. یک خط سادرن کلیفرنیا ادیسن ۵۰۰ کیلوولت انتقال انرژی الکتریکی به گذرگاه شمالی خط سن جاسینتو می‌خورد. این خط در ناحیه مترو لس آنجلس به Palo Verde Nuclear Power Plant ملحق می‌شود.